# 天馬鈴若
天馬 鈴若（てんま すずわか、男性、2月21日 - ）は、日本のタレント。天馬鈴若&その一味のリーダー。
大阪の芸能村“てんのじ村”で生まれ育った。父は浪曲師、母は三味線曲師、祖父は歌舞伎の早変わりなどを演じる一座の座長だった。
大阪を中心に兵庫や和歌山、神戸など50カ所以上の盆踊りを回り、ショーステージも展開しており、海外公演等でも演奏している。
。

## 経歴
2019年12月よりモリソン「 サンシャインウォール」全国放送CM出演  http://www.morison.co.jp/individual/products/sunshinewall/  ↑モリソン商品
1990年、コロムビアレコードから「盆踊り決定版」をリリース。
1993年1月、民音創立30周年記念「新春歌謡フェスティバル」全国ツアーに出演。
1996年、和泉市「和泉弥生ロマンツーデーウィーク」にゲスト出演。
1997年6月、「まつりインハワイ ホノルルフェスティバル」にゲスト出演。日米親睦イベントにて和太鼓・津軽三味線・民謡を披露。
2000年10月、東大阪市立森河内小学校の運動会にて「天馬鈴若のロックン河内音頭」起用。
2001年、三重県飯南郡飯高町の川俣夢まつりにおいて伝統の「祭文踊り」をロック調「新・祭文音頭」にプロデュース。編曲、振り付けの指導にもあたる。
2001年9月、「フィエスタ・メヒカナ大阪2001」オープニングセレモニー、グランドフィナーレに特別ゲスト出演。
2004年7月、「一万人のやぐらダンス」（大阪城ホール）にゲスト出演。
2009年2月22日、スイスホテル南海大阪にて「天馬鈴若30周年記念ディナーショー」開催。
2010年、「大阪必勝くいだおれ」をリリース。
2020年、1月 、≡≡デジタルシングル ≡≡                                 ⬜❝「Go!NY sunshine world!」❞をリリース。                            ☆モリソンCM☆【サンシャインウォール】 の                      タイアップソングとなっている。                                  https://linkco.re/H1ZVrqHQ  ←ダウンロード 

## 出演

### テレビ
- ズームイン!!朝!（1997年9月、日本テレビ） - 密着取材
- 追跡!テレビの主役（1997年9月、テレビ東京）
- クイズところ変れば!?（1998年8月、テレビ東京）
- たかじんONE MAN（1999年12月、毎日放送）
- 吉本はまぐり御門劇場（1992年12月、KBS京都）
- 素敵なふる里夢探訪（2000年5月、テレビ大阪）- 密着取材
- 地元応援バラエティ このへん!!トラベラー（2009年5月、ABCテレビ）

### ラジオ
- アベロク・千佳の月曜居酒屋（2001年8月、ABCラジオ）

### Vシネマ
- 難波金融伝・ミナミの帝王「騙しの方程式」（2001年） - オープニング・挿入歌の三味線演奏
- 難波金融伝・ミナミの帝王「海に浮く札束」（2003年） - 役者として出演

## 人物
父は三門の門下である浪曲師 三門博二、母は三味線曲師、祖父は一楽芸能の座長であり「義経千本桜」などの歌舞伎の早変わり等を演じる役者 中村一楽。
幼少の頃より祖父の芸、父の浪曲、母の三味線の影響により多彩な芸を学び育ち厳しい修行を受ける。
10歳の頃太鼓打ちとしてテレビ出演デビュー。中学生の時にグループサウンズを結成しドラム、ボーカル活動を開始。

## 天馬鈴若&その一味
盆踊りの櫓に日本で初めてシンセサイザーを導入し“ロックン河内音頭”を確立させたグループ。
ロック・ポップスなどのリズムにのせて歌謡曲・民謡・浪曲や津軽三味線・和太鼓・河内音頭・オリジナルソングなどをコラボミックスして奏でる。

### メンバー
- 天馬鈴若　-リーダー
ボーカル・エレキ三味線ほか、ショー構成演出・作詞作曲・全楽器のアレンジと演奏を担当。
- 天馬よう子
和太鼓・パーカッション・ボンゴ・津軽三味線担当。
- 天馬すずめ
キーボード・サブボーカル・津軽三味線・太鼓担当。
- 天馬みすず
舞踊・津軽三味線・太鼓担当。